# Рождество Богодорично (Подино)
„Рождество Богородично“ или „Света Богородица“ (на македонска литературна норма: „Рождество на Пресвета Богородица“) е православна църква в битолското село Подино, част от Преспанско-Пелагонийската епархия на Македонската православна църква – Охридска архиепископия.
Църквата е гробищен храм, разположен в западния край на селото. Изградена е в 1916 година върху останки от църква от римско време. В двора на храма има няколко мраморни сполии - голяма плоча пред входа, парапетна плоча до апсидата и други.